# Musée de Sarajevo 1878-1918
Le musée de Sarajevo 1878-1918, également connu sous le nom de musée Jeune Bosnie, est situé en Bosnie-Herzégovine, sur le territoire de la ville de Sarajevo. Consacré à la période autro-hongroise de la capitale bosnienne, il constitue l'un des éléments du musée de Sarajevo.
Le bâtiment du musée est inscrit sur la liste provisoire des monuments nationaux de Bosnie-Herzégovine.

## Histoire

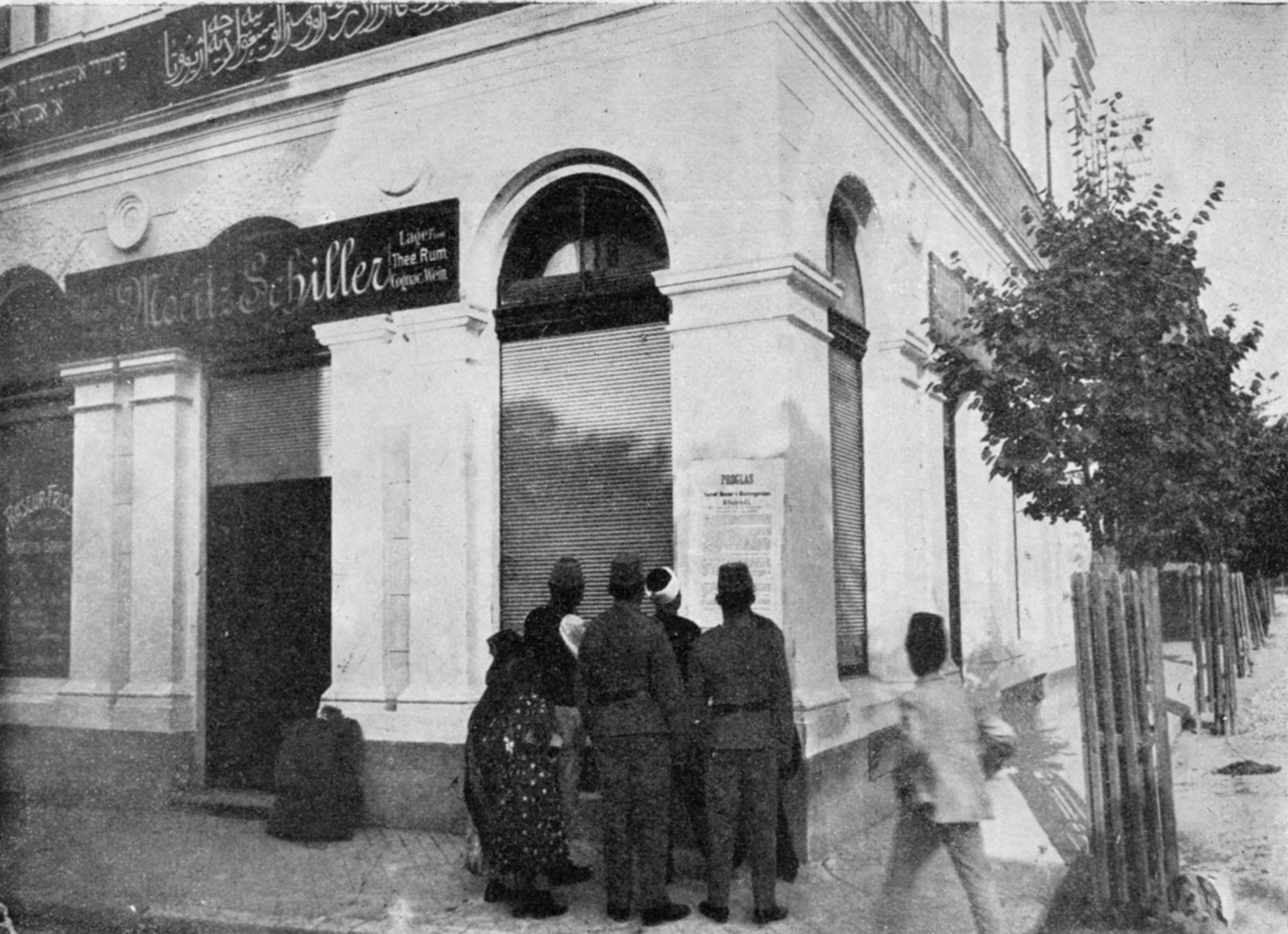
Le bâtiment du musée en 1908

## Collections

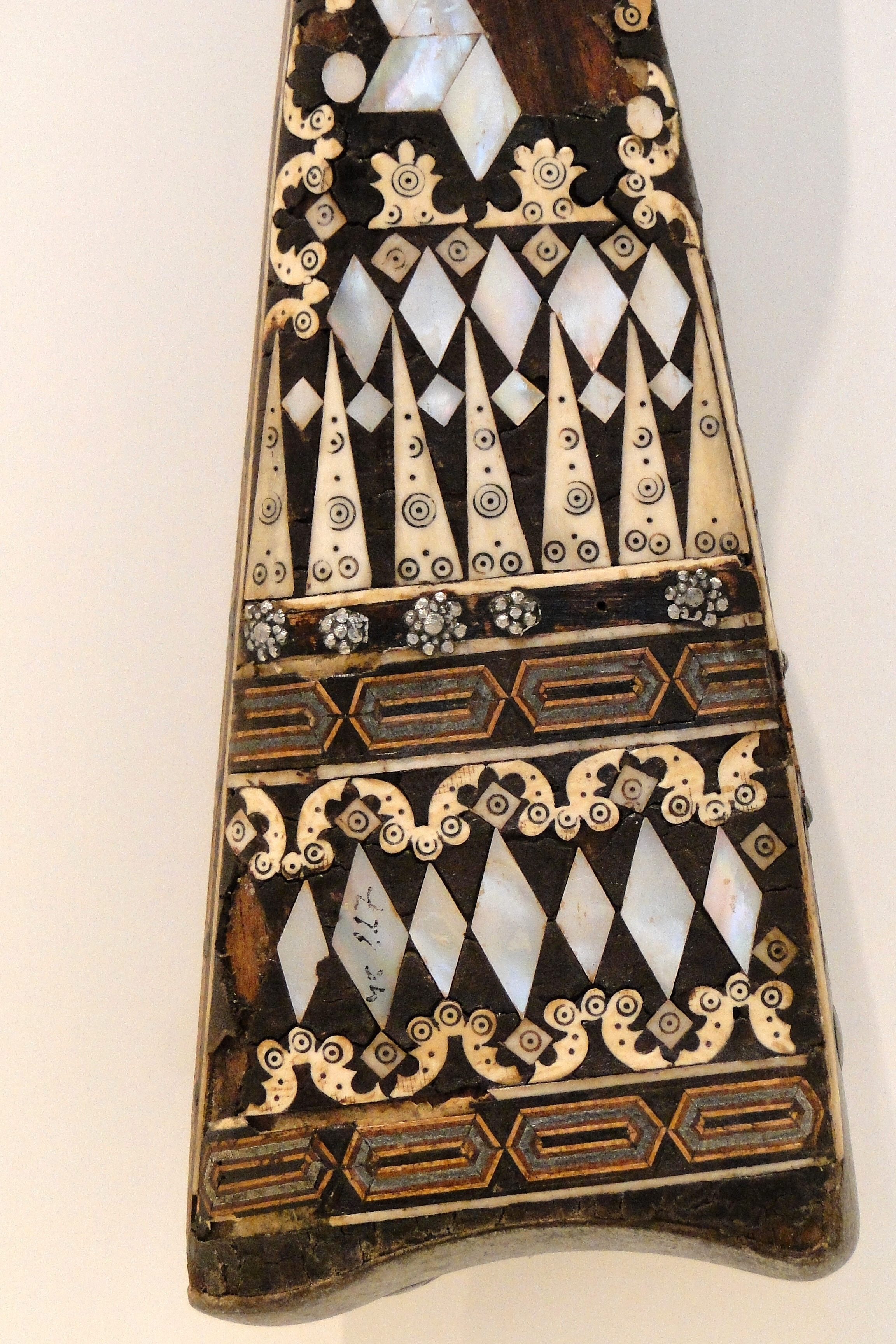
Crosse d'une carabine